# ديكاتور (تكساس)
ديكاتور، تكساس

ديكاتور (بالإنجليزية: Decatur)‏ هي مدينة أمريكية تقع في ولاية تكساس.تبلغ مساحة هذه المدينة 18 (كم²)،ويبلغ عدد سكانها 6042 نسمة حسب إحصاء سنة 2010 م.

## التركيبة السكانية
حدّد مكتب تعداد الولايات المتحدة بيانات التركيبة السكانية لديكاتور في تعداد الولايات المتحدة. في ما يلي، التركيبة السكانية حسب تعدادي 2000 و2010.

### تعداد عام 2000
بلغ عدد سكان ديكاتور 5,201 نسمة بحسب تعداد عام 2000، وبلغ عدد الأسر 1,845 أسرة وعدد العائلات 1,320 عائلة مقيمة في المدينة. في حين سجلت الكثافة السكانية 228.6 نسمة لكل كيلومتر مربع (592.1/ميل2). وبلغ عدد الوحدات السكنية 2,000 وحدة بمتوسط كثافة قدره 87.9 لكل كيلومتر مربع (227.7/ميل2).
وتوزع التركيب العرقي للمدينة بنسبة 81.64% من البيض و1.98% من الأمريكيين الأفارقة و0.58% من الأمريكيين الأصليين و0.73% من الأمريكيين ذوي الأصول الآسيوية و12.44% من الأعراق الأخرى و2.63% من عرقين مختلطين أو أكثر و22.53% من الهسبانيون أو اللاتينيون من أي عرق.
بلغ عدد الأسر 1,845 أسرة كانت نسبة 41.1% منها لديها أطفال تحت سن الثامنة عشر تعيش معهم، وبلغت نسبة الأزواج القاطنين مع بعضهم البعض 56.1% من أصل المجموع الكلي للأسر، ونسبة 11.7% من الأسر كان لديها معيلات من الإناث دون وجود شريك، بينما كانت نسبة 3.7% من الأسر لديها معيلون من الذكور دون وجود شريكة وكانت نسبة 28.5% من غير العائلات. تألفت نسبة 24.9% من أصل جميع الأسر من عدة أفراد يعيشون في نفس المنزل ونسبة 12.1% كانت تتألف من شخص يعيش بمفرده يبلغ من العمر 65 عاماً أو أكثر. وبلغ متوسط حجم الأسرة المعيشية 2.67، أما متوسط حجم العائلات فبلغ 3.19.
بلغ العمر الوسطي للسكان 33.8 عاماً. وكانت نسبة 27.2% من القاطنين تحت سن الثامنة عشر، وكانت نسبة 10% بين الثامنة عشر والرابعة والعشرين عاماً، ونسبة 27.1% كانت واقعةً في الفئة العمرية ما بين الخامسة والعشرين والرابعة والأربعين عاماً، ونسبة 18.1% كانت ما بين الخامسة والأربعين والرابعة والستين، ونسبة 12.2% كانت ضمن فئة الخامسة والستين عاماً فما فوق. يوجد لكل 100 أنثى 94.2 ذكر، ويوجد لكل 100 أنثى في الثامنة عشر من عمرها فما فوق 87.5 ذكر.
بلغ متوسط دخل الأسرة في المدينة 34,449 دولارًا، أما متوسط دخل العائلة فبلغ 40,580 دولارًا. وكان متوسط دخل الذكور 30,512 دولارًا مقابل 21,213 دولارًا للإناث. وسجل دخل الفرد الخاص بالمدينة 15,402 دولارًا. وكانت نسبة 10.1% من العائلات ونسبة 12% من السكان تحت خط الفقر، وكان من هؤلاء نسبة 12% تحت سن الثامنة عشر ونسبة 21.1% في الخامسة والستين من العمر وما فوق.

### تعداد عام 2010
بلغ عدد سكان ديكاتور 6,042 نسمة بحسب تعداد عام 2010، وبلغ عدد الأسر 2,191 أسرة وعدد العائلات 1,531 عائلة مقيمة في المدينة. في حين سجلت الكثافة السكانية 265.6 نسمة لكل كيلومتر مربع (687.9/ميل2). وبلغ عدد الوحدات السكنية 2,441 وحدة بمتوسط كثافة قدره 107.3 لكل كيلومتر مربع (277.9/ميل2).
وتوزع التركيب العرقي للمدينة بنسبة 85.14% من البيض و1.56% من الأمريكيين الأفارقة و0.58% من الأمريكيين الأصليين و0.78% من الأمريكيين ذوي الأصول الآسيوية و10.36% من الأعراق الأخرى و1.59% من عرقين مختلطين أو أكثر و30.24% من الهسبانيون أو اللاتينيون من أي عرق.
بلغ عدد الأسر 2,191 أسرة كانت نسبة 39.7% منها لديها أطفال تحت سن الثامنة عشر تعيش معهم، وبلغت نسبة الأزواج القاطنين مع بعضهم البعض 51.1% من أصل المجموع الكلي للأسر، ونسبة 13.5% من الأسر كان لديها معيلات من الإناث دون وجود شريك، بينما كانت نسبة 5.3% من الأسر لديها معيلون من الذكور دون وجود شريكة وكانت نسبة 30.1% من غير العائلات. تألفت نسبة 26% من أصل جميع الأسر من عدة أفراد يعيشون في نفس المنزل ونسبة 12.6% كانت تتألف من شخص يعيش بمفرده يبلغ من العمر 65 عاماً أو أكثر. وبلغ متوسط حجم الأسرة المعيشية 2.66، أما متوسط حجم العائلات فبلغ 3.22.
بلغ العمر الوسطي للسكان 33.9 عاماً. وكانت نسبة 27.5% من القاطنين تحت سن الثامنة عشر، وكانت نسبة 10.3% بين الثامنة عشر والرابعة والعشرين عاماً، ونسبة 25.4% كانت واقعةً في الفئة العمرية ما بين الخامسة والعشرين والرابعة والأربعين عاماً، ونسبة 21.3% كانت ما بين الخامسة والأربعين والرابعة والستين، ونسبة 15.6% كانت ضمن فئة الخامسة والستين عاماً فما فوق. وتوزع التركيب الجنسي للسكان بنسبة 47.7% ذكور و52.3% إناث.